# Seti (Spiel)
Seti ist ein strategisches Brettspiel für zwei Personen aus dem Jahr 1979. Das Spiel erschien beim Verlag Bütehorn Spiele und wurde 1979 mit dem „Sonderpreis Schönes Spiel“ der Jury des Spiel des Jahres ausgezeichnet. 1986 veröffentlichte der Verlag Hexagames eine multilinguale Neuauflage des Spiels.

## Thema und Ausstattung
Das Spiel ist entsprechend der Spielbeschreibung der Versuch, ein nur unvollständig aus dem Alten Ägypten überliefertes Brettspiel zu rekonstruieren.
Das Spielmaterial besteht neben der Spieleanleitung aus:
- einem einseitig bedruckten Spielplan mit einem Raster von 5 mal 10 Feldern
- 18 zweifarbigen Spielsteinen in drei verschiedenen Formen:
  - 4 Pharaonen
  - 8 Hohepriester
  - 6 Totenschiffe

## Spielweise
Die Spieler versuchen bei Seti auf einem schmalen Spielfeld von drei bzw. fünf Feldern Breite und 10 Feldern Länge mit mindestens einer der eigenen Pharao- oder einer Hohepriester-Figur die gegenüberliegende Seite und damit die Startreihe des Gegners zu erreichen. Die beiden Varianten Seti-Aleph und Seti-Beth unterscheiden sich dabei in der Breite des Spielfelds, der Anzahl der genutzten Spielfiguren und der Nutzung der Totenschiffe als zusätzliche Figuren.
Gespielt wird abwechselnd beginnend mit dem weißen Spieler, jeder Spieler hat immer nur einen Zug. In beiden Spielen werden Pharao- und Hohepriester-Spielsteine eingesetzt, deren Zugweise bei beiden Varianten gleich ist. Ein Pharao kann sich dabei wie der König im Schachspiel um jeweils ein Feld in eine beliebige Richtung, auch diagonal, bewegen. Der Hohepriester kann sich je zwei Felder in eine beliebige Richtung, auch diagonal, sowie im Rösselsprung entsprechend der Bewegungsweise Springers beim Schach um ein Feld waagerecht oder senkrecht und ein Feld diagonal bewegen. Er darf grundsätzlich eigene und fremde Figuren in seinem Zug überspringen.

### Seti-Aleph

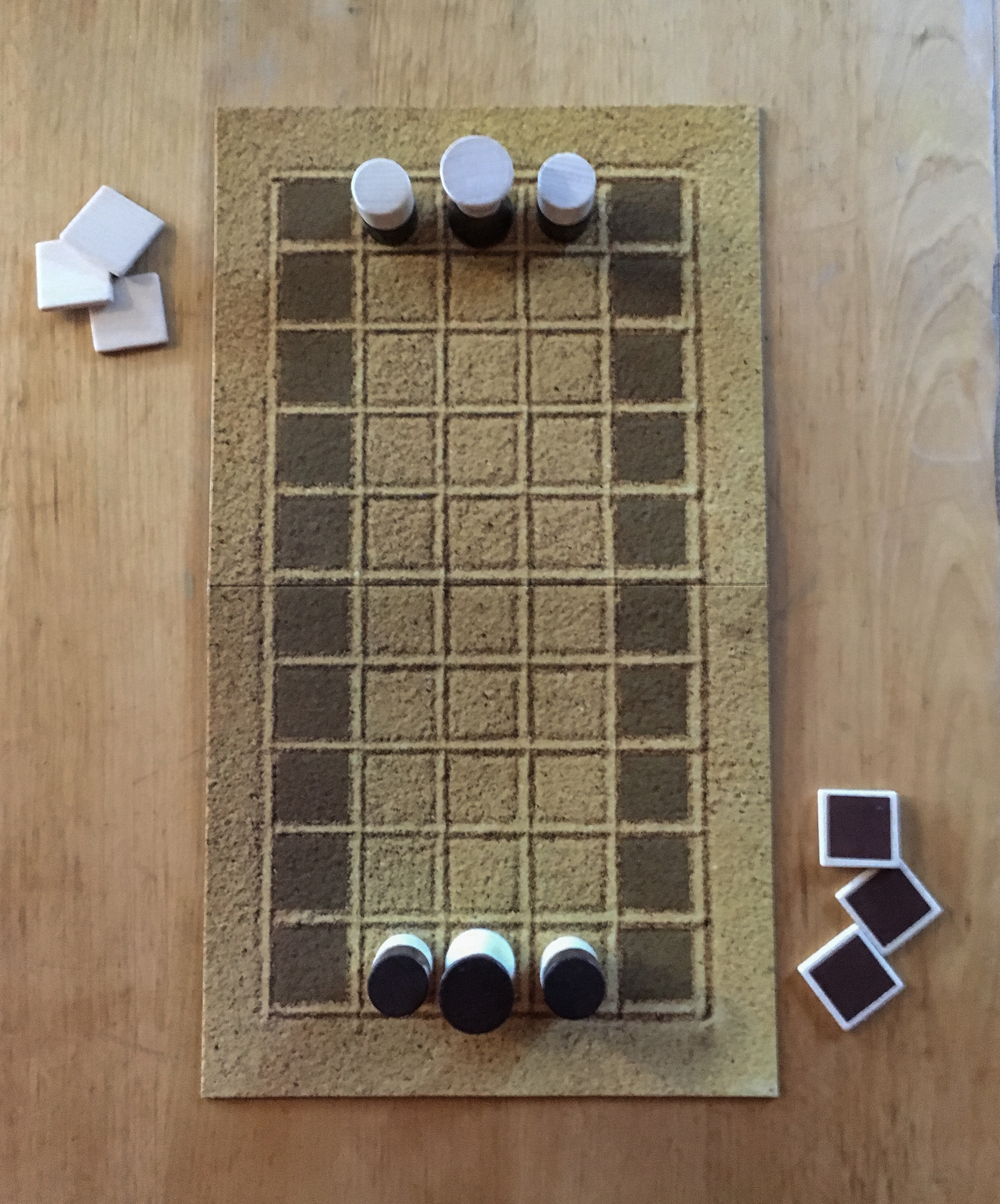
Seti: Basisaufstellung des Spiels Seti-Aleph

Seti-Aleph wird auf einem schmalen Spielfeld von nur drei Feldern Breite und 10 Feldern Länge gespielt. Jeder Spieler erhält einen Pharao- und zwei Hohepriester-Spielsteine, die jeweils in der Startreihe aufgestellt werden, sowie je drei Totenschiffplättchen.
Ziel des Spiels ist es, einen eigenen Pharao- oder Hohepriester-Spielstein auf die gegnerische Ziellinie zu bringen. Dabei kann ein Spieler pro Zug einen Spielstein ziehen, ein Totenschiff-Plättchen in das Spielfeld einsetzen oder herausnehmen oder einen gegnerischen Spielstein oder ein gegnerisches Totenplättchen erobern.
Erobert werden Spielsteine und Totenschiffe, wenn ein Spielstein diese genau erreicht. Eroberte Spielsteine werden umgedreht und als dann eigene Steine auf die eigene Startlinie gestellt, eroberte Totenschiffe zum eigenen Vorrat genommen. Die Totenschiff-Plättchen schützen vor einer Eroberung, wenn ein Spielstein auf einem dieser Plättchen steht. Sie können auf ein freies Feld auf dem Spielfeld oder direkt unter einen eigenen Spielstein gelegt werden.

### Seti-Beth

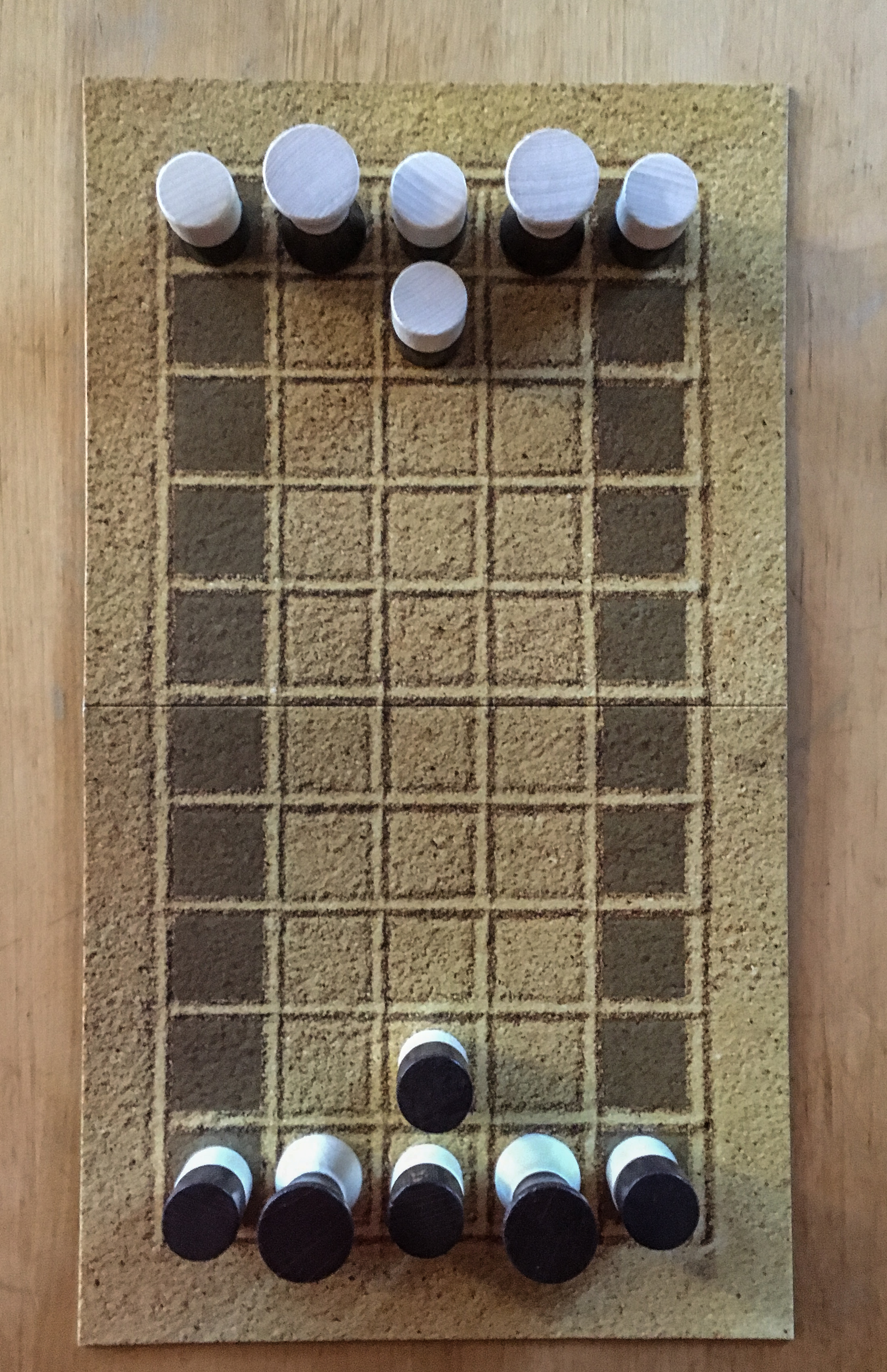
Seti: Basisaufstellung des Spiels Seti-Beth

Seti-Beth baut auf Seti-Aleph auf, wird jedoch auf einem breiteren Spielfeld mit fünf Feldern Breite und 10 Feldern Länge gespielt. Die Spieler stellen je zwei Pharaonen und vier Hohepriester in ihrem Startbereich auf, das Spielziel bleibt unverändert. Die Totenschiffe werden in dieser Variante nicht genutzt und eroberte Spielsteine werden aus dem Spiel entfernt.

## Entwicklung und Rezeption
Seti enthält durch die Zugweise der Spielsteine Anleihen aus dem Schachspiel, das Spielziel mit dem Erreichen der gegnerischen Startlinie erinnert an Dame und Halma. Durch die Eroberung fremder Steine sind jedoch auch Parallelen zum japanischen Shōgi vorhanden. Das Spiel erschien 1979 beim Verlag Bütehorn Spiele und wurde im gleichen Jahr mit dem „Sonderpreis Schönes Spiel“ der Jury des Spiel des Jahres ausgezeichnet. Dabei handelte es sich um den ersten vergebenen Sonderpreis für das schöne Spiel und er wurde stellvertretend an das Spiel Seti vergeben, um zugleich den Buchholz-Verlag (später Bütehorn) mit seiner Reihe im quadratischen Buchschuber-Format für sein Bemühen um besonders schön und aufwändig gestaltete Spiele insgesamt auszuzeichnen. Nach Angaben des Vereins Spiel des Jahres e.V. damals von der Jury besonders herausgestellt, „weil bei dieser Adaption eines alten ägyptischen Spiels die Konzeption hervorragend verwirklicht wurde.“

„Hier greift einfach alles ineinander und führt ideal auf das Spiel hin. Das Layout auf dem Karton gibt ihm eine dichte Atmosphäre, stimmt auf das Spiel und seinen historischen Hintergrund ein. Der Spielplan und die großen, klassisch einfachen Holz-Spielfiguren dienen ideal dem durchaus anspruchsvollen, hochkarätigen strategischen Denkspiel, das auf eine Bearbeitung von Manuel A. Widmaier zurückgeht.“

1986 veröffentlichte der Verlag Hexagames eine multilinguale Neuauflage des Spiels.
In der Spieledatenbank BoardGameGeek verzeichnete Seti ein Rating von durchschnittlich 5,2 (von 10), wobei allerdings nur 25 Bewertungen vorliegen (Stand Januar 2017).

## Belege
1. 1 2 3 4 5 6  
Spieleanleitung Seti Hexagames-Ausgabe, 1986 (Download auf spielanleitung.com)
2. 1 2 3  
Seti auf der Website des Spiel des Jahres e.V.; abgerufen am 5. Februar 2017.
3. ↑  
Versions von Seti in der Spieledatenbank BoardGameGeek (englisch); abgerufen am 5. Februar 2017.
4. ↑  
Ratings & Comments für Seti in der Spieledatenbank BoardGameGeek (englisch); abgerufen am 5. Februar 2017.